# Nghĩa Cừ
Nghĩa Cừ (giản thể: 义渠; phồn thể: 義渠, ?-272 TCN), là tên một quốc gia bộ lạc ở phía Tây Trung Quốc, tồn tại dưới thời Đông Chu trong lịch sử Trung Quốc. Cương vực của quốc gia này hiện nay nằm ở phía Bắc sông Kinh Thủy, và nó thường bị coi là một bộ lạc Nhung Địch.

## Lịch sử

### Thời kì đầu
Nước Nghĩa Cừ do người ở một số bộ lạc phía Tây hình thành vào những năm trước Công nguyên. Theo ghi chép trong Trúc thư kỉ niên, nước Nghĩa Cừ được thành lập vào thời vua Vũ Ất nhà Thương. Cùng thời điểm đó, bộ tộc Chu ở phía tây dần phát triển lớn mạnh, thường xuyên xảy ra chiến tranh với Nghĩa Cừ. Thời Chu công Quý năm thứ 30, quân Chu đem quân đánh Nghĩa Cừ và giành được chiến thắng.
Sau khi Chu Vũ vương tiêu diệt nhà Thương, nước Nghĩa Cừ sai sứ đến cống nạp và thần phục nhà Chu.

### Tranh chấp với nước Tần
Những năm đầu thời Đông Chu, ở phía Nam Nghĩa Cừ, vua Chu phong cho con cháu Chuyên Húc làm chư hầu, lập ra nước Tần. Đến giữa thế kỉ VI TCN, nước Tần bước vào thời kì hưng thịnh dưới sự cai trị của Tần Mục công, Nghĩa Cừ lại quy phục nước Tần.
Tuy nhiên đến những thế kỉ tiếp theo, nước Tần không còn giữ được sự hưng thịnh như cũ, trong khi Nghĩa Cừ dần lớn mạnh. Thời vua Tần Tháo công, năm 430 TCN, Nghĩa Cừ đem quân tràn sang xâm lấn nước Tần. Sau đó, quân Nghĩa Cừ lần lượt đánh bại các bộ lạc ở phía Tây nhà Chu, mở rộng cương vực của mình.
Sang thế kỉ III TCN, nước Tần lại lớn mạnh sau khi thi hành biến pháp Thương Ưởng. Một mặt, Tần tấn công hay liên hiệp với các nước Trung Nguyên, mặt khác đối với Nghĩa Cừ, nước Tần lại áp dụng chính sách xâm lấn. Sử sách chỉ nói sơ lược về sự kiện năm 331 TCN khi Nghĩa Cừ phát sinh nội loạn, quân Tần mượn cớ giúp Nghĩa Cừ dẹp loạn, đem quân tấn công Nghĩa Cừ, từ đó thế lực của quốc gia này bắt đầu suy yếu. Năm 327 TCN, Nghĩa Cừ đành phải thần phục nước Tần, xưng thần. Tần Huệ Văn vương thiết lập huyện tại đất Nghĩa Cừ.
Tuy nhiên, những năm sau đó, Nghĩa Cừ lại liên minh với các nước Trung Nguyên để chống lại Tần, vì lo ngại sự bành trướng của Tần. Năm 319 TCN, vua nước Nghĩa Cừ đến triều kiến nước Ngụy. Tướng Ngụy là Công Tôn Diễn nói với vua nước Nghĩa Cừ rằng nếu các nước ở Sơn Đông không làm gì thì Tần được dịp cướp bóc nước Nghĩa Cừ, nếu các nước đánh Tần, Tần sẽ phải mang lễ vật để biếu nước Nghĩa Cừ. Quả nhiên Tần Huệ Văn vương lo ngại các chư hầu liên hợp tấn công mình, nên nghe theo lời Trần Chẩn, sai sứ mang lễ vật tặng vua Nghĩa Cừ để được yên ổn biên giới với Nghĩa Cừ. Năm 318 TCN, theo sự kêu gọi của Công Tôn Diễn, năm nước Hàn, Triệu, Ngụy, Sở, Yên cùng tấn công Tần. Quân Nghĩa Cừ thừa cơ tiến đánh Tần, đánh bại quân Tần ở gần ấp Lý Bá.
Sau khi đẩy lui liên quân năm nước, Tần lại tiếp tục xâm lấn Nghĩa Cừ. Năm 314 TCN, Tần Huệ Văn vương đánh Nghĩa Cừ, chiếm 25 thành.
Năm 310 TCN, nhân Tần Huệ Văn vương mới mất, Nghĩa cừ đem quân đánh Tần, nhưng bị quân Tần đẩy lui.

### Diệt vong
Năm 306 TCN, vua nước Nghĩa Cừ sang Tần, yết kiến vua mới là Tần vương Tắc, gặp được Tuyên Thái hậu là mẹ của vua Tần. Hai người tư thông với nhau, sinh được hai con.
Năm 272 TCN, Tần Chiêu Tương vương và Tuyên
Thái hậu muốn đánh Nghĩa Cừ, bèn triệu vua Nghĩa Cừ sang yết kiến, rồi giết chết ông ta ở cung Cam Tuyền. Nhân đó, Tần Chiêu Tương vương sai quân đánh và tiêu diệt Nghĩa Cừ lấy đất Nghĩa Cừ lập ra ba quận Lũng Tây, Bắc Địa, Thượng quận. Nước Nghĩa Cừ diệt vong từ đó.

## Hậu duệ
Sau khi Nghĩa Cừ bị diệt vong, người dân nước này đa số chuyển sang phía Bắc, gia nhập vào các bộ lạc Hung Nô.